# Henk Kamp
Henricus Gregorius Jozeph (Henk) Kamp (Hengelo (Overijssel), 23 juli 1952) is een voormalig vooraanstaand Nederlands politicus en bestuurder. Hij is lid van de Volkspartij voor Vrijheid en Democratie (VVD), met een diensttijd van meer dan 40 jaar in de politiek.
Kamp was minister van Volkshuisvesting, Ruimtelijke Ordening en Milieubeheer in het kabinet-Balkenende I van 2002 tot 2003 en minister van Defensie in het kabinet-Balkenende II van 2003 tot 2007. Hij was commissaris voor Bonaire, Sint Eustatius en Saba van 2009 tot 2010 en minister van Sociale Zaken en Werkgelegenheid in het kabinet-Rutte I van 2010 tot 2012 en minister van Economische Zaken in het kabinet-Rutte II van 2012 tot 2017. In de jaren 1994 tot 2002 en later van 2006 tot 2008 was Kamp lid van de Tweede Kamer. Hij was van 24 september 2021 tot 10 januari 2022 minister van Defensie in het demissionaire kabinet-Rutte III.

## Levensloop

### Opleidingen en vroege carrière
Kamp was na het behalen van zijn havo-diploma (Twents Carmel College) tot 1977 werkzaam bij twee groothandels in Enschede, Tilburg en Borculo. Van 1977 tot 1980 volgde hij de controleursopleiding aan het Opleidingscentrum Belastingdienst te Utrecht. Tot 1986 was hij daarna rechercheur bij de Fiscale Inlichtingen- en Opsporingsdienst (FIOD).

### Volksvertegenwoordiger in gemeenteraad, Provinciale Staten en Tweede Kamer
Hij was van 1976 tot 1994 voor de VVD lid van de gemeenteraad van de toenmalige Gelderse gemeente Borculo. Vanaf 1986 was hij in deze plaats tevens wethouder. Van 1987 tot 1994 was hij lid van de Provinciale Staten van Gelderland. Het gezin had in die jaren jonge kinderen en zo kon hij 's-avonds thuis zijn. In 1994 werd hij gekozen als lid van de Tweede Kamer, in de fractie werkte toen de huidige PVV-leider Geert Wilders met wie hij later het woord voerde over uitkeringen, arbeidsongeschiktheid en ontslag.
Kamp was onder meer lid van het dagelijks bestuur van de Regio Achterhoek en lid van het Regionaal Bestuur van de Arbeidsvoorziening Arnhem/Oost-Gelderland.

### Minister in kabinetten-Balkenende I, II en III

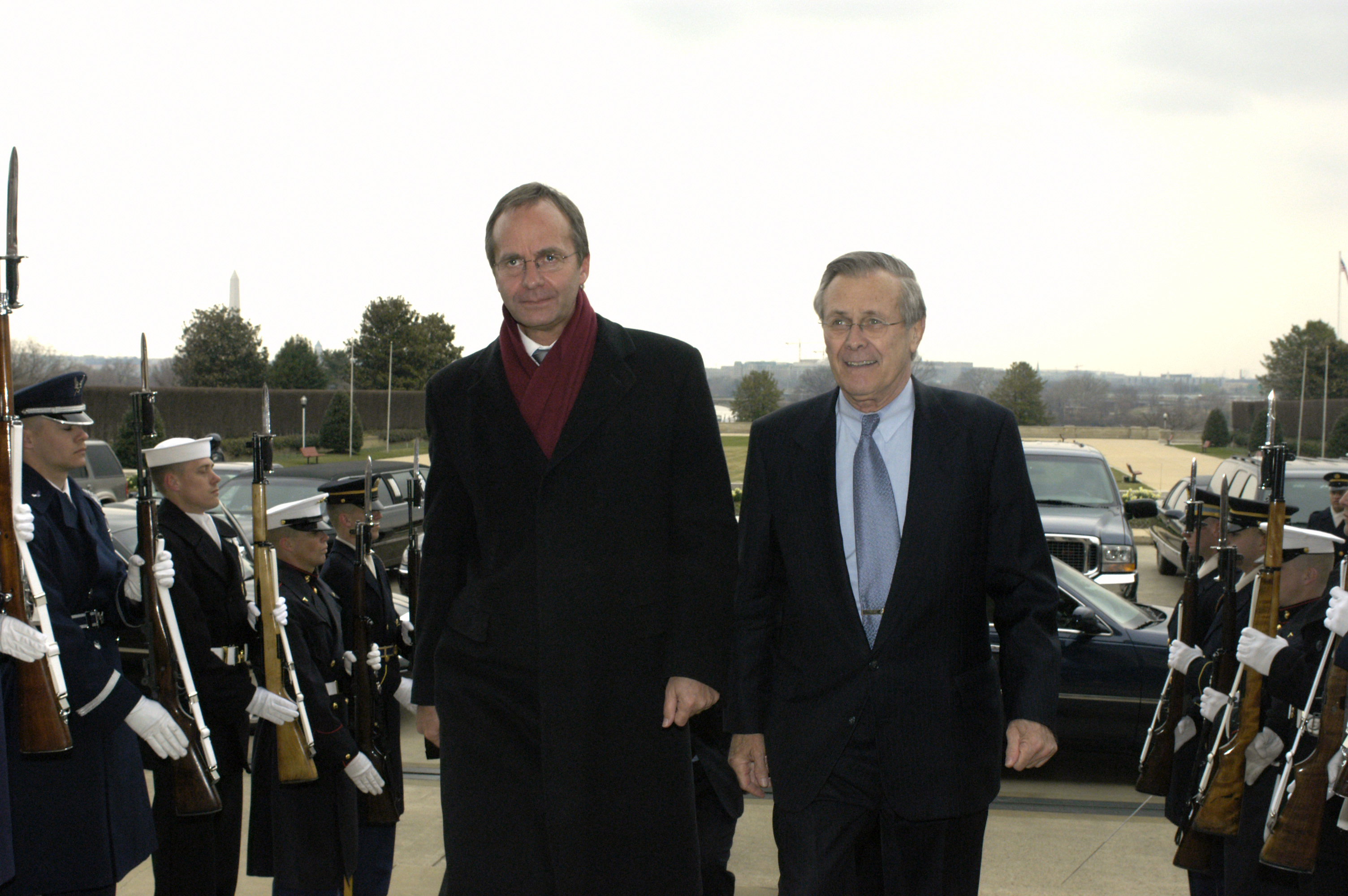
Kamp als defensieminister te gast op het Pentagon bij zijn toenmalige Amerikaanse collega Donald Rumsfeld (2004)

Op 22 juli 2002 werd hij op voordracht van de VVD benoemd tot minister van Volkshuisvesting, Ruimtelijke Ordening en Milieubeheer in het kabinet-Balkenende I. Vanaf 12 december 2002 voerde hij in hetzelfde kabinet tevens het beheer over het ministerie van Defensie.
In de kabinetten Balkenende II en Balkenende III was hij minister van Defensie.
Na de Tweede Kamerverkiezingen 2006 kwam de VVD niet in het kabinet en keerde Kamp terug naar de Tweede Kamer. Hij deed een poging om voorzitter van de Kamer te worden, maar legde het af tegen Gerdi Verbeet. Hij hield zich daarna bezig met asielbeleid en integratie. In oktober 2008 presenteerde hij namens zijn partij de Nota Islam, waarin enerzijds werd opgeroepen de islam in Nederland evenveel rechten als andere godsdiensten te geven en anderzijds werd gepleit voor de scheiding van kerk en staat en tegen onder andere het dragen van gezichtsbedekkende kleding, voor het strikt verbod op polygamie en tegen geluidsoverlast van moskeeën.

### Rijksvertegenwoordiger
Kamp verliet de Tweede Kamer per 1 januari 2009 om de transformatie van Bonaire, Saba en Sint Eustatius tot bijzondere gemeenten te begeleiden. Als commissaris voor Bonaire, Sint Eustatius en Saba heeft Kamp zich vooral beziggehouden met de uitvoering van de plannen om de drie eilanden als bijzondere gemeenten binnen het Nederlands staatsbestel te brengen. Hij moest erop toezien dat dit op een goede manier en op tijd werd gerealiseerd.

### Minister in kabinet-Rutte I en II

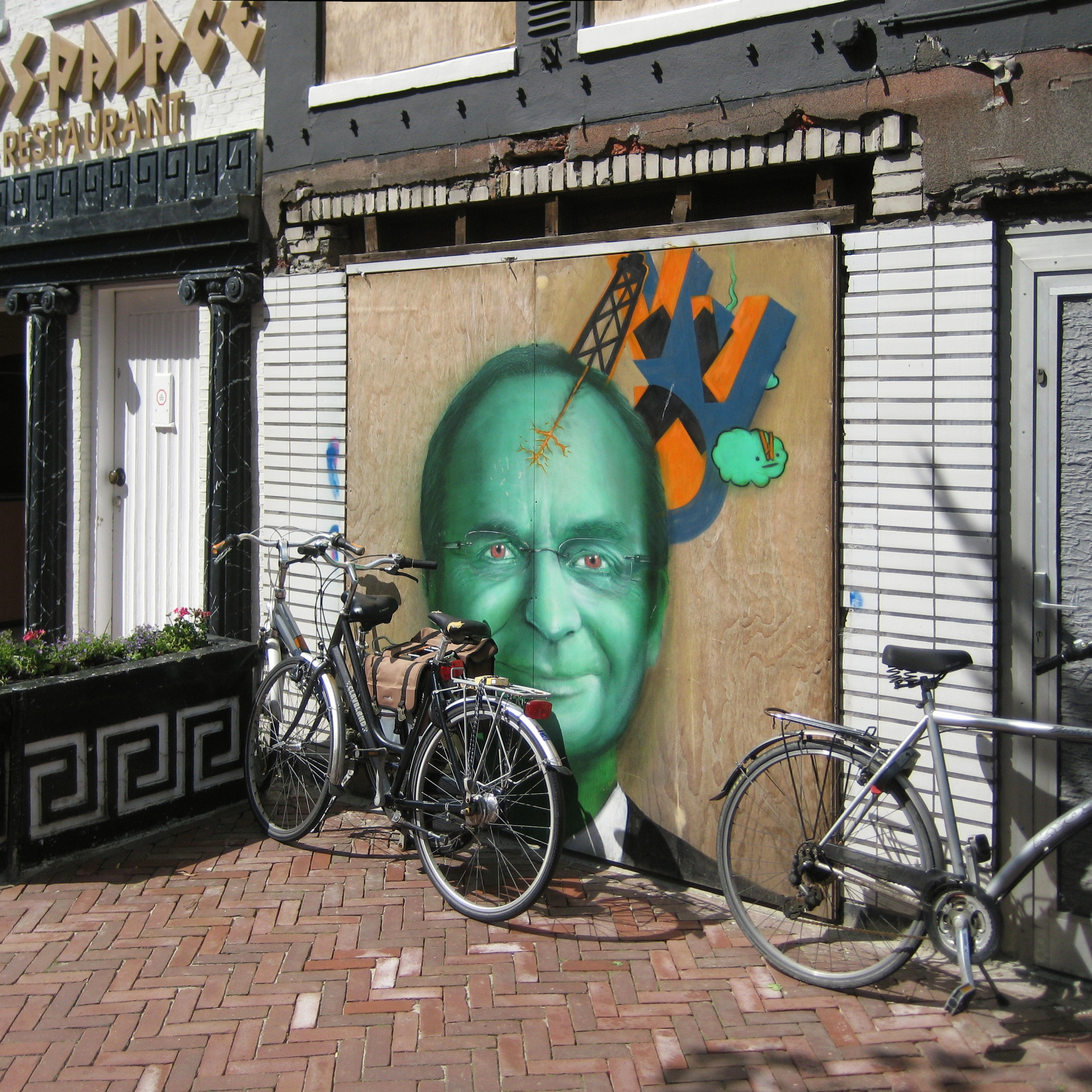
Henk Kamp op een protestgraffiti in Leeuwarden tegen de gaswinning in Noord-Nederland (2014)

In oktober 2010 keerde Kamp terug als minister, nu van Sociale Zaken en Werkgelegenheid in het kabinet-Rutte I. In die hoedanigheid was hij ook verantwoordelijk voor de door de Tweede Kamer geëiste hardvochtige aanpak door de Belastingdienst van ouders die (deels) ten onrechte een toeslag hadden ontvangen, of niet alle benodigde informatie hadden aangeleverd, wat leidde tot de enorme misstanden, culminerend in de toeslagenaffaire. Dit fors scherpere beleid was vanaf 2002 ingezet onder minister-president Balkenende met Rutte als staatssecretaris.
Op 13 september 2012, de dag na de Tweede Kamerverkiezingen, toen Kamp nog demissionair minister was, ging hij aan de slag om de formatie van een nieuw kabinet voor te bereiden. Op die dag hadden de lijsttrekkers van de nieuwe Tweede Kamer vergaderd met de oude Tweede Kamervoorzitter Gerdi Verbeet en werd Kamp aangesteld als verkenner. Dat was de eerste benoeming in het kader van een kabinetsformatie die onder regie van de Tweede Kamer, zonder een rol voor het staatshoofd, plaatsvond. Kamp verplaatste in overleg met de voorzitter van de Tweede Kamer de locatie van de formatie-onderhandelingen van het stadhouderlijk kwartier in de Eerste Kamer naar dat in de Tweede Kamer. Zijn advies na afloop van de gesprekken was om een informatie te starten voor een coalitie VVD-PvdA met hemzelf en Wouter Bos als informateurs. Op 20 september werden de twee door de Tweede Kamer tot informateur benoemd, de volgende dag overhandigde tijdelijk Kamervoorzitter Martin Bosma hun de formatieopdracht en gingen zij aan het werk. Tijdens het informatieproces nam staatssecretaris van Sociale Zaken en Werkgelegenheid Paul de Krom tijdelijk de taken van minister Kamp over.
Na de kabinetsformatie werd Kamp minister van Economische Zaken in het tweede kabinet-Rutte, daar was hij de meest ervaren bewindspersoon. In die positie was hij verantwoordelijk voor onder andere economie, industriebeleid, telecom, energie en mijnbouw waaronder het aardgasbeleid en de omgang met de aardbevingsschade in Groningen. Met instemming van een brede parlementaire meerderheid in beide Kamers kwam onder de regie van Kamp in oktober 2012 de Wet aanscherping handhaving en sanctiebeleid SZW-wetgeving (Fraudewet) tot stand, waarvan het ontwerp door hem in het eerste kabinet Rutte op weg was gebracht.
Na de zwaarste aardbeving boven het Groningenveld tot dan toe, de aardbeving Huizinge 2012, besloot Kamp niet direct om de gaswinning te verminderen, maar in plaats daarvan eerst onderzoek te laten doen. Op dit besluit kwam veel kritiek. Op basis van de onderzoeksgegevens besloot Kamp als eerste bewindspersoon in de geschiedenis de gasproductie substantieel te verlagen: van 54 miljard kubieke meter in 2013 naar 24 miljard kubieke meter in 2014. Ook organiseerde hij de schadevergoeding en maakte hij een begin met de versteviging van Groningse huizen en openbare gebouwen.
Ook droeg Kamp bij aan de bouw van windmolens, om de energietransitie in gang te zetten, maar hij zag er geen heil in de CO2 uitstoot meer te verminderen dan de normen van de EU.
In 2016 kwam hij in verlegenheid toen bleek dat hij zijn persoonlijk e-mail gebruikte voor verschillende vertrouwelijke documenten en een staatsgeheim. Hij heeft in 2014 aangifte gedaan van het hacken van zijn privé e-mailadres. Dit heeft geleid tot een strafrechtelijk onderzoek, maar dat is uiteindelijk geseponeerd omdat er onvoldoende bewijs was voor een hack.

### Kabinet-Rutte III
Kamp werd benoemd als minister van Defensie per 24 september 2021 in het demissionaire kabinet-Rutte III, als opvolger van Ank Bijleveld. Op 10 januari 2022 werd hij opgevolgd door Kajsa Ollongren.

## Politieke stijl
Kamp's stijl van politiek bedrijven was rationeel, uitsluitend op de inhoud en met een consistentie die opponenten meer dan eens het onderspit hebben doen delven. Hij las dossiers grondig en bediende zich van feiten, cijfers en argumenten. In de ministerraad genoot Kamp de reputatie van politieke veelvraat. Hij las álle stukken – ook die van zijn collega's – en nam dan vaak de rol op zich van het rechtse geweten van de VVD. Drijfveer was een goede discussie te kunnen houden en zo tot betere besluiten te komen: "Het is niet de bedoeling dat je je als minister alleen bezighoudt met je eigen portefeuille – dan zou je totaal geen discussie in de ministerraad hebben."

### Meer vrouwen in de politiek
Kamp had een heel eigen manier om er aan bij te dragen dat er meer vrouwen in de politiek kwamen, wat hij van groot belang achtte. Talloze vrouwelijke politici kregen van hem na een bevalling kraambezoek, met een toepasselijk cadeau. Aan de andere kant zegt hij echter ook dat zijn carrière niet mogelijk zou zijn geweest zonder de inzet en toewijding van zijn vrouw.

## Na de politiek
Van 1 november 2017 tot 24 september 2021 was Kamp voorzitter van de Raad van Toezicht van Ziekenhuis Groep Twente. Vanaf 1 januari 2018 was hij tevens voorzitter van de werkgeversorganisatie van verpleeghuiszorg en wijkverpleging ActiZ. Vanuit die hoedanigheid was hij ook plaatsvervangend lid van de SER. Van 1 juli 2018 tot 24 september 2021 was hij lid namens Nederland van het College financieel toezicht Curaçao en Sint Maarten (Cft) en College financieel toezicht Bonaire, Sint Eustatius en Saba (Cft BES) en per 1 augustus 2018 van het College financieel toezicht Aruba (CAft).

### Kabinet-Rutte III
Kamp werd benoemd als minister van Defensie per 24 september 2021 in het demissionaire kabinet-Rutte III, als opvolger van Ank Bijleveld. Op 10 januari 2022 werd hij opgevolgd door Kajsa Ollongren.

## Onderscheidingen
- Erelid van de VVD (24 januari 2023)

## Trivia
- Henk Kamp was op de kostschool bij de paters Karmelieten klasgenoot van SP-politicus Jan Marijnissen.
- Hij woonde tot 2014 in Zutphen en vervolgens in Diepenheim.
- Als minister in het kabinet Rutte II zat hij een aantal maal de ministerraad voor bij afwezigheid van minister-president Rutte en vicepremier Asscher.

- Gemeinsame Normdatei: 1139125591
- Parlement.com: vg09llld8opq
- Virtual International Authority File: 195150470108404330004